# Seznam českých hráčů v NHL v sezóně 1997/1998
Toto je seznam hráčů Česka a jejich statistiky v sezóně 1997/1998 NHL.

| Tým                     | Věk | Hráč                | Post | Počet zápasů | Branky | Asistence | Body | Počet zápasů v play off | Branky v play off | Asistence v play off | Body v play off |
| ----------------------- | --- | ------------------- | ---- | ------------ | ------ | --------- | ---- | ----------------------- | ----------------- | -------------------- | --------------- |
| Pittsburgh Penguins     | 25  | Jaromír Jágr        | F    | 77           | 35     | 67        | 102  | 6                       | 4                 | 5                    | 9               |
| New Jersey Devils       | 26  | Bobby Holík         | F    | 82           | 29     | 36        | 65   | 5                       | 0                 | 0                    | 0               |
| New York Islanders      | 26  | Robert Reichel      | F    | 82           | 25     | 40        | 65   | Ne                      |                   |                      |                 |
| Montreal Canadiens      | 26  | Martin Ručinský     | F    | 78           | 21     | 32        | 53   | 10                      | 3                 | 0                    | 3               |
| Pittsburgh Penguins     | 25  | Martin Straka       | F    | 75           | 19     | 23        | 42   | 6                       | 2                 | 0                    | 2               |
| Edmonton Oilers         | 23  | Roman Hamrlík       | D    | 78           | 9      | 32        | 41   | 12                      | 0                 | 6                    | 6               |
| New Jersey Devils       | 21  | Patrik Eliáš        | F    | 74           | 18     | 19        | 37   | 4                       | 0                 | 1                    | 1               |
| Carolina Hurricanes     | 30  | Robert Kron         | F    | 81           | 16     | 20        | 36   | Ne                      |                   |                      |                 |
| New Jersey Devils       | 21  | Petr Sýkora         | F    | 58           | 16     | 20        | 36   | 2                       | 0                 | 0                    | 0               |
| Florida Panthers        | 20  | Radek Dvořák        | F    | 64           | 12     | 24        | 36   | Ne                      |                   |                      |                 |
| Buffalo Sabres          | 22  | Michal Grošek       | F    | 67           | 10     | 20        | 30   | 15                      | 6                 | 4                    | 10              |
| Ottawa Senators         | 22  | Václav Prospal      | F    | 56           | 6      | 19        | 25   | 6                       | 0                 | 0                    | 0               |
| Pittsburgh Penguins     | 27  | Robert Lang         | F    | 54           | 9      | 13        | 22   | 6                       | 0                 | 3                    | 3               |
| Buffalo Sabres          | 27  | Richard Šmehlík     | D    | 72           | 3      | 17        | 20   | 15                      | 0                 | 2                    | 2               |
| Mighty Ducks of Anaheim | 21  | Josef Marha         | F    | 23           | 9      | 9         | 18   | Ne                      |                   |                      |                 |
| Philadelphia Flyers     | 31  | Petr Svoboda        | D    | 56           | 3      | 15        | 18   | 3                       | 0                 | 1                    | 1               |
| Pittsburgh Penguins     | 26  | Jiří Šlégr          | D    | 73           | 5      | 12        | 17   | 6                       | 0                 | 4                    | 4               |
| Ottawa Senators         | 21  | Radek Bonk          | F    | 65           | 7      | 9         | 16   | 5                       | 0                 | 0                    | 0               |
| Washington Capitals     | 19  | Jan Bulis           | F    | 48           | 5      | 11        | 16   | Ne                      |                   |                      |                 |
| Buffalo Sabres          | 21  | Václav Varaďa       | F    | 27           | 5      | 6         | 11   | 15                      | 3                 | 4                    | 7               |
| Washington Capitals     | 31  | Michal Pivoňka      | F    | 33           | 3      | 6         | 9    | 13                      | 0                 | 3                    | 3               |
| Mighty Ducks of Anaheim | 21  | Pavel Trnka         | D    | 48           | 3      | 4         | 7    | Ne                      |                   |                      |                 |
| Tampa Bay Lightning     | 25  | Vladimír Vůjtek     | F    | 30           | 2      | 4         | 6    | Ne                      |                   |                      |                 |
| Toronto Maple Leafs     | 25  | Martin Procházka    | F    | 29           | 2      | 4         | 6    | Ne                      |                   |                      |                 |
| Los Angeles Kings       | 24  | Jan Vopat           | D    | 21           | 1      | 5         | 6    | 2                       | 0                 | 1                    | 1               |
| Washington Capitals     | 21  | Jaroslav Svejkovský | F    | 17           | 4      | 1         | 5    | 1                       | 0                 | 0                    | 0               |
| Ottawa Senators         | 22  | Stanislav Neckář    | D    | 60           | 2      | 2         | 4    | 9                       | 0                 | 0                    | 0               |
| Chicago Blackhawks      | 24  | Michal Sýkora       | D    | 28           | 1      | 3         | 4    | Ne                      |                   |                      |                 |
| Edmonton Oilers         | 33  | František Musil     | D    | 17           | 1      | 2         | 3    | 7                       | 0                 | 0                    | 0               |
| Tampa Bay Lightning     | 20  | Pavel Kubina        | D    | 10           | 1      | 2         | 3    | Ne                      |                   |                      |                 |
| Los Angeles Kings       | 21  | Roman Vopat         | F    | 25           | 0      | 3         | 3    | Ne                      |                   |                      |                 |
| Buffalo Sabres          | 32  | Dominik Hašek       | G    | 72           | 0      | 2         | 2    | 15                      | 0                 | 0                    | 0               |
| St. Louis Blues         | 24  | Libor Zábranský     | D    | 6            | 0      | 1         | 1    | Ne                      |                   |                      |                 |
| Calgary Flames          | 22  | Ladislav Kohn       | F    | 4            | 0      | 1         | 1    | Ne                      |                   |                      |                 |
| New Jersey Devils       | 22  | Vlastimil Kroupa    | D    | 2            | 0      | 1         | 1    | Ne                      |                   |                      |                 |
| Dallas Stars            | 27  | Roman Turek         | G    | 23           | 0      | 0         | 0    | Ne                      |                   |                      |                 |
| Dallas Stars            | 20  | Petr Buzek          | D    | 2            | 0      | 0         | 0    | Ne                      |                   |                      |                 |
| Edmonton Oilers         | 22  | Ladislav Benýšek    | D    | 2            | 0      | 0         | 0    | Ne                      |                   |                      |                 |
| Ottawa Senators         | 22  | Radim Bičánek       | D    | 1            | 0      | 0         | 0    | Ne                      |                   |                      |                 |

- F = Útočník
- D = Obránce
- G = Brankář